# Der Elefant im Raum

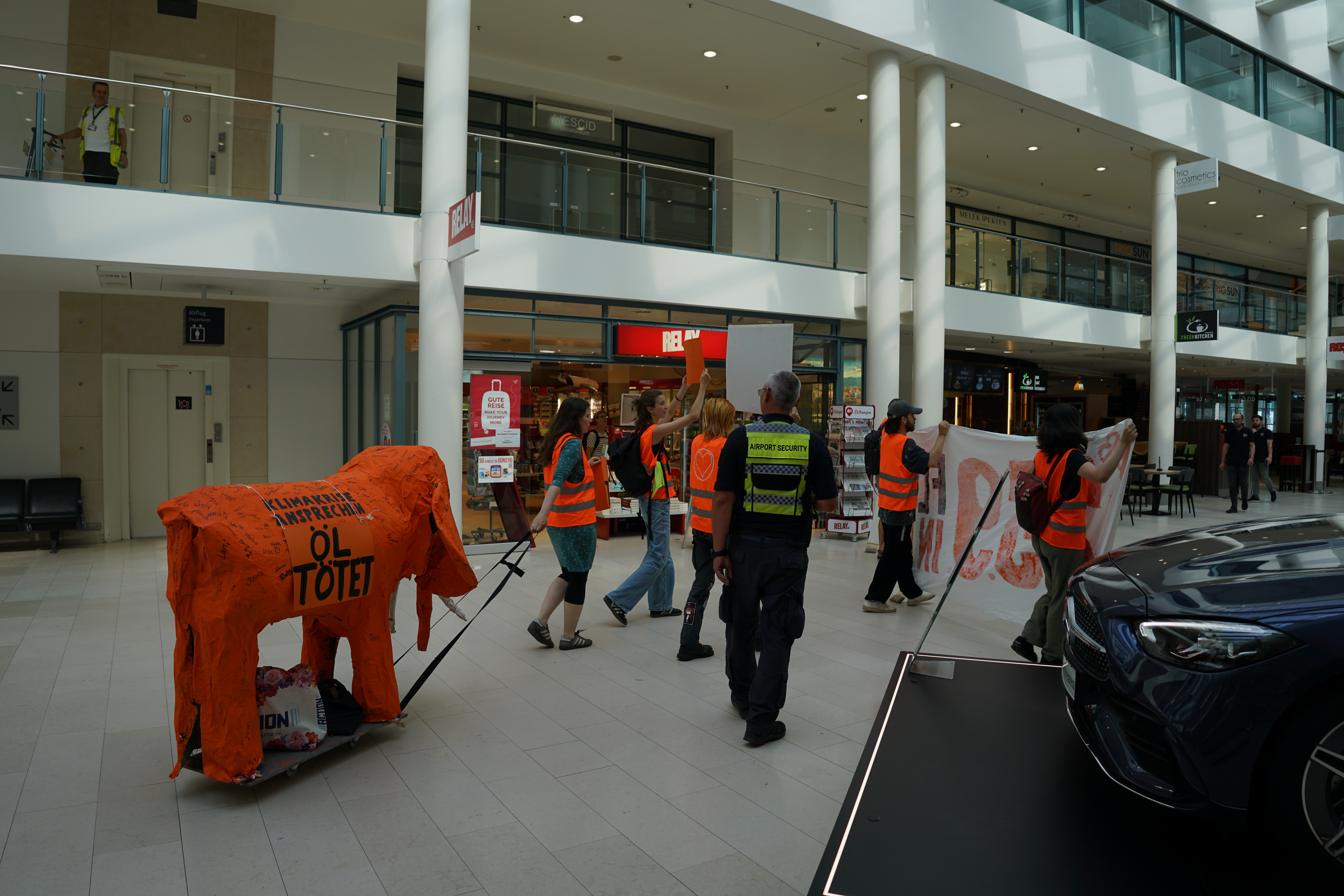
Elefant im Raum als Metapher für die von der Politik ignorierte Klimakrise.

Der Elefant im Raum (auch: „Elefant im Zimmer“) ist eine ursprünglich russische, heute aber vor allem im englischen Sprachraum („elephant in the room“) verbreitete Metapher, die seit der Jahrtausendwende auch im Deutschen an Popularität gewonnen hat. Der Anglizismus bezeichnet ein Problem, das zwar für eine Gruppe von Menschen klar erkennbar und bedeutsam ist, aber von diesen nicht thematisiert wird. Die Gründe für das Schweigen können vielfältiger Natur sein, beispielsweise die Angst vor persönlichen Nachteilen und Repressionen oder die Furcht, jemanden – womöglich Anwesende – zu verletzen, ein Tabu zu brechen oder allgemein ungeschriebene Regeln zu missachten.
Im Englischen ist die Redensart seit 1959 belegt. Sie geht zurück auf Dostojewskis Dämonen (1873), wo auf eine Kurzgeschichte von Iwan Krylow verwiesen wird ("Der Wißbegierige", 1814), eine Schilderung eines Museumsbesuchers, der sich derart auf kleine Exponate fokussiert, dass ihm der taxidermisch präparierte Elefant entgeht. Die Stelle bei Dostojewski lautet:
„Belinski hat genau wie der Wißbegierige in der Kryloffschen Fabel den Elefanten im Museum gar nicht bemerkt, da er ja seine ganze Aufmerksamkeit den französischen sozialistischen Käferchen zuwandte“ (Белинский точь-в-точь как Крылова Любопытный не приметил слона в Кунсткамере, а всё внимание свое устремил на французских социальных букашек)
Der Elefant als Metapher oder triviales Beispiel für einen Sachverhalt, der unmöglich übersehen oder bestritten werden kann, hat eine weiter verzweigte Geschichte. So steht im British Journal of Education von 1915  „ist ein Elefant im Klassenzimmer?“ („Is there an elephant in the class-room?“) als Beispiel für eine Frage, die sicher von jedem Schüler korrekt beantwortet werden kann.
Der Philosoph  Alfred North Whitehead benutzt das Beispiel zur Illustration der Gültigkeit oder Objektivität unmittelbarer Sinneseindrücke. Im Zusammenhang mit dem Beispiel von Whitehead steht die Frage „ist ein Nashorn im Zimmer?“, anhand der Bertrand Russell und Ludwig Wittgenstein das Problem des philosophischen Realismus diskutierten (um 1912). Die Frage nach dem Nashorn wurde von Russell vorgebracht gegen die Position Wittgensteins, der die Existenz jeglicher Sachverhalte bestritt, die über bloße Behauptungen („asserted propositions“) hinausgingen.
Die Wendung „elephant in the living room“ ist belegt in der New York Times vom 20. Juni 1959. Das kürzere „elephant in the room“ wird in den 1960er Jahren geläufig. Frühe Verwendung dieser Prägung bezieht sich allerdings bloß auf Sachverhalte, die unmöglich zu übersehen sind, noch ohne die Implikation des Verschweigens aufgrund sozialer Konventionen. Die früheste Verwendung ausdrücklich mit dieser Bedeutung stammt aus den 1980ern.
Der Anglizismus vom „Elefant im Zimmer“ wird im Deutschen ab etwa dieser Zeit fassbar, in buchstäblicherer Übertragung als „Elefant im Raum“ ab etwa 2008, zunächst in Übersetzungen aus dem Amerikanischen.

## Trivia
Die Klimaschutzorganisation Letzte Generation verwendet 2024 auf einer Reihe von Protestaktionen einen roten Elefanten, um auf die ihrer Meinung nach von der Politik zu wenig beachtete Klimakrise hinzuweisen.